# Igor Pleskot
Igor Pleskot (23. listopadu 1930 Praha – 19. října 2017 Praha) byl český sociolog, aktivní v politickém dění, zvláště v období 1968–1969 a 1985–2016.
Rodiče Jiří Pleskot a Eliška Pleskotová byli zatčeni gestapem a popraveni 24. 10. 1942 v Mauthausenu za podporu výsadkářů z operace Anthropoid. Igor Pleskot a jeho sestra Milena Pleskotová (* 1935) byli převezeni v září 1942 na Jenerálku, v dubnu 1944 pak do tábora ve Svatobořicích. O smrti svých rodičů se svatobořické děti dozvědely až po konci války.
Igor Pleskot po válce vstoupil do KSČ, studoval VŠPS, získal docenturu sociologie a působil na fakultě architektury ČVUT. Po srpnu 1968 byl jedním z vůdců studentské stávky. V roce 1969 byl vyloučen z komunistické strany a vyhozen z univerzity. Do revoluce 1989 pracoval v neakademických profesích (vzdělávání v kybernetice). Byl kolportérem ilegálních Lidových novin a v době Palachova týdne aktivně vystoupil v tehdejších odborech proti snaze tyto události zlehčovat. V listopadu 1989 byl jedním ze zakladatelů a mluvčích Sdružení stávkových výborů, které koordinovalo generální stávku 27. listopadu 1989. Pod jeho vedením sdružení prosadilo transformaci ROH v Československou konfederaci odborových svazů. V následujícím roce se stal předsedou Odborového svazu KOVO a poté prezidentem celé konfederace. Byl také aktivním členem České strany sociálně demokratické a činný v občanské iniciativě ProAlt.
Syn Robert Pleskot (* 1965).